# Алфред Виндишгрец
Кнез Алфред Виндишгрец (1787–1862) био је аустријски фелдмаршал.

## Живот и каријера
Родом из чешке аристократске породице, ступио је у војску Хабсбуршке Монархије 1804. године. Од 1805. до 1814. учествовао је у аустријским ратовима против Наполеона и истакао се у бици код Лајпцига 1813. Од 1833. до 1848. био је заповедник аустријских снага у Чешкој.

### Револуција 1848.
Као заповедник аустријске војске у Чешкој, Виндишгрец је крваво угушио устанак у Прагу 12. јуна 1848. После избијања Бечке револуције, на челу контрареволуционарних снага (око 80.000 војника) је 24. октобра опколио Беч и уз тешке борбе до 31. октобра сломио отпор устаника. Затим је предузео офанзиву против мађарске револуционарне војске и 5. јануара 1849. ушао у Будимпешту. У бици код Каполне 26-27. фебруара победио је Мађаре, али је после пораза код Ишасега 6. априла 1949. смењен. После тога ретко се појављивао у јавном животу.

### Цитати
О револуционарима који траже устав: "Неће да чују за милост божију? Чуће милост топова."